# The Doors (film)
The Doors är en amerikansk biografisk dramafilm från 1991 i regi av Oliver Stone. Filmen hade svensk premiär den 12 april 1991.

## Handling
Fyra unga killar går på samma skola. De träffas och lär känna varandra, och bestämmer sig för att bilda ett band. De kallar sig för The Doors, och snart får de sitt stora genombrott med låten Light My Fire. Snart blir sex, droger och rock'n'roll vardagsmat för dem, och särskilt för sångaren Jim Morrison.

## Om filmen
Filmen kallas ofta "en av de bästa musikfilmerna någonsin" av både kritiker och den "vanliga" publiken. 
Jim Morrison dog innan filmen gjordes, och de andra bandmedlemmarna tar avstånd från filmen eftersom de anser att filmen ger en felaktig bild av Morrison. De har sagt att med undantag för scenen där "Light My Fire" skrivs så stämmer få scener in med verkligheten.
Val Kilmer var inte Oliver Stones förstahandsval för rollen som Jim Morrison. Men Kilmer ville absolut ha rollen, så han spelade in ett kassettband med The Doors-låtar och gav det till Stone. Sen bad han Stone att lyssna på bandet och avgöra vilka låtar som var med The Doors och vilka som han själv sjöng. Stone trodde att alla låtar var med The Doors, men så var det inte. Det var Val Kilmer som sjöng alla låtarna på bandet, och det var så han fick rollen. Det är även Kilmer som framför alla låtarna i filmen.

## Rollista i urval
- Val Kilmer – Jim Morrison
- Meg Ryan – Pamela Courson
- Kyle MacLachlan – Ray Manzarek
- Kevin Dillon – John Densmore
- Frank Whaley – Robby Krieger
- Billy Idol – Cat